# Jean Mignon
Pour les articles homonymes, voir Mignon (homonymie).
Jean Mignon est un compositeur français de la période baroque, né vers 1640 et mort le 10 juin 1708. Il a notamment occupé le poste de maître de chapelle à la cathédrale Notre-Dame de Paris de 1664 à 1694, précédant André Campra. Il a composé des airs de cour, des motets et surtout des messes.

## Biographie
Sa date de naissance reste incertaine ; elle peut être située autour de 1640. Il est fils de Pierre Mignon, cordonnier et valet de chambre du prince de Condé, ce qui place sa famille dans la bourgeoisie moyenne.
Pour ce qui concerne sa vie civile, on peut encore signaler que, le 13 mars 1672, Jean Mignon est parrain d’Elisabeth Girault, fille du maître tailleur François Girault et d’Elisabeth Billy, baptisée en la paroisse Saint-Germain-l’Auxerrois.

### Notre-Dame de Paris
Mignon commence sa carrière de musicien comme enfant de chœur à Notre-Dame-de-Paris, où il monte en grade jusqu’à devenir "spé" à un âge qui peut être estimé à 13 ou 14 ans ; il profite après son cursus maîtrisien d’une bourse du collège de Fortet pour parfaire son éducation.

### Senlis
À l’âge de vingt ans environ, Mignon va prendre son premier poste comme maître de chœur à la cathédrale de Senlis. Là, il succède indirectement à Pierre Robert, qui y était en poste depuis 1648. Robert et Mignon devaient se connaître puisque Robert avait aussi été spé du chœur de Notre-Dame de Paris en 1639 et étudiant au Collège de Fortet. Après le départ de Robert à Chartres, son poste est confié à Jacques Bony (attesté en 1658), puis à Jean Mignon.
Lorsque Louis XIV ouvre le concours de sous-maître de la chapelle royale, laissé vacant par la mort de Jean Veillot, il décide de diviser cette charge en quatre quartiers (trimestres) et avec un sous-maître pour chacun. Mignon – encore jeune, puisqu’il a 22 ans – présente sa candidature. Son père passe un traité avec Guillaume Balichard, valet de chambre de la reine mère Anne d'Autriche, pour user de son influence pour faire nommer son fils et lui promet 5.500 lt le cas échéant. Mais le plan ne réussit pas et les sous-maîtres gagnants furent Henry Du Mont, Thomas Gobert, Gabriel Expilly  et Pierre Robert.

### Notre-Dame de Paris
Le départ de Pierre Robert pour Versailles libère son poste à Notre-Dame de Paris, poste qui est attribué à Mignon (probablement sur la recommandation de Robert). Ce dernier est nommé par le chapitre et entre en fonction le 30 août 1664, l’année même où il publie son recueil d’airs de cour chez Robert III Ballard. Il occupera ce poste jusqu’en 1694, ce qui fera de lui un des maîtres restés en poste le plus longtemps. Durant cette période, il habite dans le cloître Notre-Dame, à la pointe de l’île de la Cité, où logent également la maîtrise, les chantres et les bénéficiers, outre quelques communautés ecclésiastiques.
Ses charges sont celles qui incombent généralement au maître de chapelle mais sont amplifiées par l’importance de cette église : cours de liturgie, de chant, de solfège et de composition. Il est chargé de l’ordonnancement musical des offices, et compose à cette époque quelques motets et plusieurs messes (voir plus bas). Son rôle à la tête de la maîtrise de Notre-Dame l’amène à y faire exécuter des Te Deum à la demande de la Maison du Roi, pour célébrer tel événement ou telle victoire ; il recevait pour cela 60 lt à chaque occasion. En d’autres occasions, telles les funérailles de Marie-Thérèse d'Autriche en août 1683, il touche jusqu’à 100 lt.
Mignon concourt encore en mars 1683 pour le poste de sous-maître de la Chapelle royale et échoue encore, en avril, au seconde tour de ce concours de Versailles ; à cette époque ses émoluments ordinaires se montaient à 200 lt par an.
Durant son poste à Notre-Dame, Mignon fit partie à plusieurs reprises du jury du puy de musique de Caen, un concours de musique instauré en 1669 entre 1683. Il s’adonne aux bouts-rimés, une sorte de jeu poétique qui consiste à écrire un sonnet dont les rimes sont imposées ; son intérêt pour ce jeu aurait pu être attisé par la fréquentation de l'écrivain Gilles Ménage, qui habitait le cloître Notre-Dame et réunissait chez lui de nombreux lettrés. En 1682, Mignon propose dans le Mercure galant les rimes suivantes : Pan – Guenuche – Satan – peluche – fan – ruche – lan – autruche – hoc – troc – niche – par – friche – car, et recueille les meilleurs envois, qui sont lus chez lui. En 1683, Mignon va jusqu’à publier un recueil de 193 sonnets composés sur la même combinaison de rimes.

### Saint-Aignan
Mignon reste en poste à Notre-Dame jusqu’au 21 juin 1694, date à laquelle il est remplacé par André Campra, un musicien bien plus jeune que lui (plus novateur aussi) et jouissant apparemment d’un soutien puissant en la personne de Charles-Sébastien de Lagrange-Trianon. En compensation, semble-t-il, d’un départ discret quoique abrupt, Mignon reçut une semi-prébende de chanoine de Saint-Aignan (une petite église annexe de Notre-Dame de Paris), considérée alors comme une récompense pour les serviteurs zélés de l’Église de Paris ; c’est le dernier maître de musique à avoir reçu ce bénéfice jusqu’à la Révolution. Il était déjà depuis 1687 vicaire de Saint-Aignan, et avait déjà reçu en 1682 le sous-diaconat de Saint-Jean-le-Rond, et à une époque indéterminée le sous-diaconat de l'église Saint-Denis-du-Pas, autres églises annexes de la cathédrale.
Il jouira de ce bénéfice jusqu'à sa mort en 1708. Dans sa vieillesse, quoique sans fonction musicale, Mignon resta en contact avec des musiciens, puisqu’en 1705 l’abbé Don Canto, de Dijon, le consulte sur un problème de liturgie.

## Œuvre
La musique de Mignon n’est pas novatrice mais elle reste de bonne qualité. Elle hésite entre les systèmes modal et tonal, utilise souvent le contrepoint cher aux musiciens maîtrisiens, en alternance avec des passages traités en harmonie verticale. Il sait ménager ici ou là des harmonies intéressantes, mettre certains mots en évidence avec des effets heureux. Ce musicien, contemporain de Marc-Antoine Charpentier, ne laisse pas cependant des œuvres aussi notables que ce dernier, qui le surpasse par la fluidité de ses mélodies et la variété de ses instrumentations. Mais Mignon, lui, n’était pas allé en Italie ; il avait essentiellement été nourri de musique maîtrisienne durant toute sa jeunesse d’enfant de chœur.

### Œuvres profanes

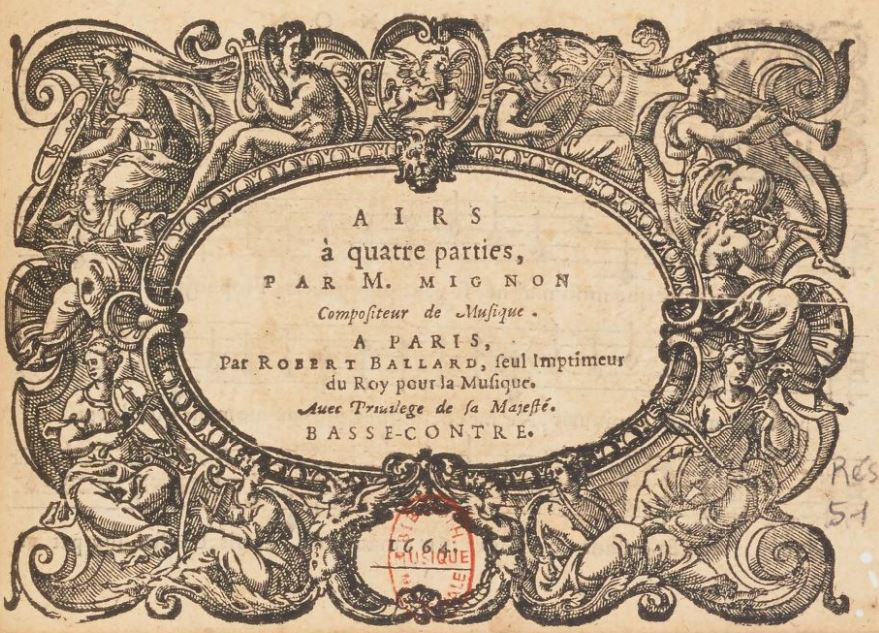
Airs à quatre parties de Jean Mignon, Paris, 1664. Paris BnF.

- Quatre airs à 2 voix de Mignon (dont trois airs à boire) paraissent dans le IIIe livre d'airs de différents auteurs à 2 parties (Paris : Robert III Ballard, 1660. 1 vol. 8°. RISM 16601, Guillo 2003 n° 1660-A. Numérisé sur Gallica.
Un de ces airs célèbre le Traité des Pyrénées.
- Airs à quatre parties, par M. Mignon compositeur de Musique. Paris : Robert III Ballard, 1664. 4 vol. 8° obl. RISM M 2714, Guillo 2003 n° 1664-J. Numérisés sur Gallica.
Contient 22 airs à 4 voix. Édition réémise en 1697 dans un recueil de volumes d'airs (Guillo 2003 n° ca. 1697-B).
- D'autres airs sont inclus dans un recueil manuscrit (Paris BnF (Mus.) : Rés VMF MS-11), avec d'autres airs de Michel Lambert, Bertrand de Bacilly, Sébastien Le Camus, François I Martin, J. Sicard et Jean-Baptiste Lully.

### Œuvres sacrées

#### Messes

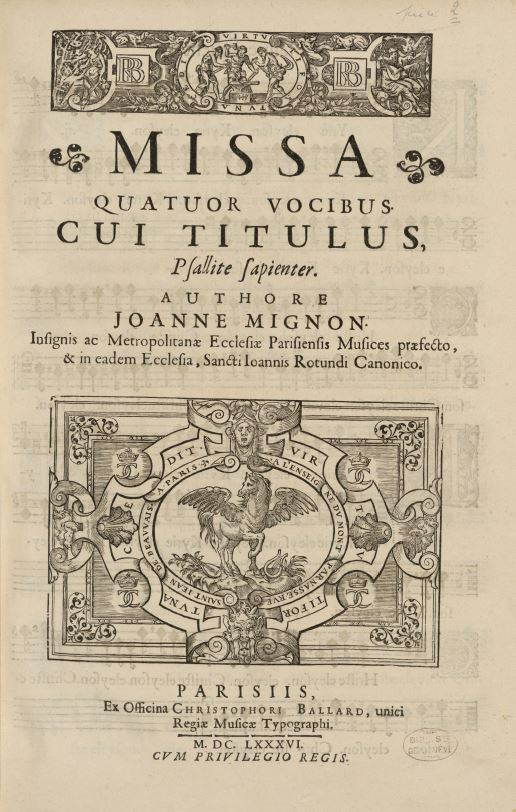
Jean Mignon, Missa Psallite sapienter, Paris, 1686. Paris BSG.

- Missa quatuor vocum, ad imitationem moduli, Iterum dico, gaudete. Authore Joanne Mignon, insignis Ecclesiæ Parisiensis Symphoniarcha. Paris : Christophe Ballard, 1676. 2°, 16 f., mus. RISM M 2715, Guillo 2021 n° 1676-I. Numérisée sur Internet Archive.
Idem, nova editio. Paris : Jean-Baptiste Christophe Ballard, 1729. RISM M 2716. Numérisée sur Internet Archive.
Édition moderne par Inge Forst (Versailles : Éd. du Centre de musique baroque de Versailles, 2010).
- Missa Gaudete in Domino semper, 4 v. [Première édition]. Paris: Robert III Ballard, [c. 1665-1670]. 1 vol. 2°.
Édition perdue. Guillo 2003 n° ND-42.
Missa quatuor vocibus ad imitationem moduli, Gaudete in Domino semper. Authore Joanne Mignon, insignis Ecclesiæ Parisiensis symphonæta symphoniarcha. Secunda editio. Paris : Christophe Ballard, 1678. 2°, 16 f., mus. RISM M 2717, Guillo 2021 n° 1678-F. Numérisée sur Gallica et sur Internet Archive.
Idem, nova editio. Paris : Jean-Baptiste Christophe Ballard, 1728. RISM M 2718.
Une mise en partition existe dans le fonds Brossard, avec un Domine salvum fac regem ajouté et incomplet à Paris BnF (Mus.) : VM1-925, cf. Cat. Brossard n° 773.
Édition moderne par Inge Forst (Versailles : Éd. du Centre de musique baroque de Versailles, 2010).
- Missa sex vocibus ad imitationem moduli, Vinea nostra floruit. Authore Joanne Mignon, insignis Ecclesiæ Parisiensis symphoneta symphoniarcha. Paris : Christophe Ballard, 1678. 2°, 20 f., mus. RISM M 2719, Guillo 2021 n° 1678-G. Numérisé sur Gallica et sur Internet Archive.
Édition moderne par Inge Forst (Versailles : Éd. du Centre de musique baroque de Versailles, 2010).
- Missa quinque vocum, in honorem Divi Joannis Baptistæ. Et ad imitationem moduli, Joannes est nomen ejus. Authore Joanne Mignon, insignis Ecclesiæ Parisiensis symphoniarcha. Paris : Christophe Ballard, 1682. 2°, 20 f., mus. RISM M 2720, Guillo 2021 n° 1682-C. Numérisée sur Gallica et sur Internet Archive.
Messe probablement écrite pour la fête de Saint-Jean-Baptiste, le 24 juin. Édition moderne par Inge Forst (Versailles : Éd. du Centre de musique baroque de Versailles, 2010).
- Missa quatuor vocibus cui titulus, Psallite sapienter. Authore Joanne Mignon, insignis ac metropolitanæ Ecclesiæ Parisiensis musices præfecto, & in eadem Ecclesia, Sancti Ioannis Rotundi canonico. Paris : Christophe Ballard, 1686. 2°, 12 f., mus. RISM M 2721, Guillo 2021 n° 1686-F. Numérisé sur Gallica et sur Internet Archive.
Une mise en partition existe dans le fonds Brossard à Paris BnF (Mus.) : VM1-926, cf. Cat. Brossard n° 774.
Édition moderne par Inge Forst (Versailles : Éd. du Centre de musique baroque de Versailles, 2010).
- Missa quatuor vocibus, cui titulus, Lætitia sempiterna. Authore Joanne Mignon, ecclesiæ ac metropolitanæ Parisiensis canonico, vulgo S. Aniani nuncupato, ac nuper ineadem ecclesiae musices præfecto. Paris : Christophe Ballard, 1707. 2°, 25-[3] p., mus. RISM M 2722, Guillo 2021 n° 1707-D, Cat. Brossard n° 171. Numérisé sur Gallica.
Suivie d’un motet Domine salvum fac regem. Une mise en partition existe dans le fonds Brossard à Paris BnF (Mus.) : VM1-926 bis, cf. Cat. Brossard n° 775.
Édition moderne par Inge Forst (Versailles : Éd. du Centre de musique baroque de Versailles, 2010).
- Missa quinque vocum ad imitationem moduli Magnificate Dominum mecum. Paris : Christophe Ballard, date inconnue. 2°, mus. Guillo 2021 n° ND-55.
Édition perdue. Les catalogues de la maison Ballard précisent « & à deux chœurs si l'on veut ».

#### Motets
La musique de tous ces motets est perdue.
- Motet sur le rétablissement de la santé du roy, composé de paroles tirées de l’Ecriture Sainte Par le Sieur Berthinet, Mis en Musique par Monsieur Mignon, Maître de la Musique de l’Eglise de Paris. Lequel y a esté chanté le vingt-sixiéme du mois de Juillet dernier, & y sera chanté de nouveau après les Vespres du Samedy 16. du present mois d’Aoust 1687, Feste de S. Roch, & du Samedy 23. du même mois, surveille de saint Louis. – Paris : Cusson, [1687]. 4°, 4 p. Paris BnF (Impr.) : YC-2349 ; Paris BnF (Mss.) : Français 20863 f. 110.
Livret d’un motet dont la musique est perdue. Texte latin avec traduction française en regard. Incipit : Audite Populi, audite & laetamini in Domino.
- Te Deum, hymne composée pour la paix en 1679 et chantée dans l'église des Grands-Augustins en juin 1679, avec les musiciens de Notre-Dame de Paris, de Saint-Germain-l’Auxerrois, de la Sainte-Chapelle et des Saints-Innocents, ainsi que la bande de Vingt-quatre violons du roi[19]. Il est redonné à Notre-Dame de Paris en 1683 avec de nombreux instruments[20].
- Motet Exultate Deo, et motet Laudate Dominum in sanctis composés et exécutés à Notre-Dame pour la bénédiction de la grosse cloche de Notre-Dame. Cités par le Mercure galant de mai 1682, p. 26.

#### Hymnes
- Mignon compose le plain-chant de l'hymne Procul maligni pour sainte Madeleine, dans les Hymni sacri et novi publiés par le poète néo-latin Jean-Baptiste Santeul (Paris, 1698).